# Coatzintla
Coatzintla är en ort i Mexiko.   Den ligger i kommunen Coatzintla och delstaten Veracruz, i den sydöstra delen av landet, 210 km nordost om huvudstaden Mexico City. Coatzintla ligger 77 meter över havet och antalet invånare är 30 607.
Terrängen runt Coatzintla är platt åt sydost, men åt nordväst är den kuperad. Runt Coatzintla är det ganska tätbefolkat, med 166 invånare per kvadratkilometer. Närmaste större samhälle är Poza Rica de Hidalgo, 5,2 km norr om Coatzintla. Omgivningarna runt Coatzintla är en mosaik av jordbruksmark och naturlig växtlighet.